# USS Michigan (SSGN-727)
Pour les autres navires du même nom, voir USS Michigan.
L'USS Michigan (SSBN-727/SSGN-727) est le second sous-marin nucléaire lanceur de missiles de croisière de la classe Ohio appartenant à l'United States Navy. Il s'agit du troisième navire à porter le nom de l'état du Michigan.

## Construction et mise en service
Le Michigan fut construit par la division Electric Boat de General Dynamics à Groton, dans le Connecticut et fut mis en service le 11 septembre 1982. Le Michigan gagna son port d'attache à Bangor, dans l'état du Washington le 16 mars 1983.

## Conversion en SSGN
À la fin de juin 2007, le sous-marin termina sa conversion en sous-marin nucléaire lanceur de missiles de croisière (SSGN) au chantier naval de Puget Sound. Son numéro de quille fut en conséquence changé : il passa de SSBN-727 à SSGN-727.
Le 12 décembre 2009, le Michigan retourna à son port d'attache de la base de Kitsap après avoir terminé sa première patrouille comme SSGN. La patrouille avait commencé le 10 novembre 2008. Le navire a d'ailleurs réalisé de nombreuses missions de sécurité avec des pays du Pacifique.